# Polystichum aculeatum
Polystichum aculeatum (L.) Roth è una felce tipica europea appartenente alla famiglia delle Dryopteridaceae.

## Etimologia
Il nome del genere Polystichum deriva dal greco polys (molte) e stix (fila), per i sori disposti in più file.

## Descrizione
Pianta perenne, foglie bi-penatosette, lunghe 3-8 dm, coriacee, lucide di sopra, a contorno lineare-lanceolato; elementi di primo ordine lanceolati, aristati, un po' falcati; segmenti ovali, asimmetrici e dentati; sori distanziati non confluenti all'apice.

## Habitat
Si trova comunemente nei boschi freschi e sulle rocce fino a 1800 m.
È costantemente presente in gran parte dell'Europa (eccetto nel nord delle regioni scandinave): in Irlanda (nelle contee di Antrim, Down e Londonderry), nelle isole Britanniche, nella Francia occidentale (è stata dichiarata specie protetta in Bretagna, nell'Île-de-France, nel Centro e in Aquitania) e nei paesi mediterranei (soprattutto in alta quota).

## Periodo di sporificazione
Giugno - Agosto